# Niederstriegis
Niederstriegis – dzielnica miasta Roßwein w Niemczech, w kraju związkowym Saksonia, w powiecie Mittelsachsen, do 31 grudnia 2012 samodzielna gmina wchodząca w skład wspólnoty administracyjnej Roßwein. Do 29 lutego 2012 należała do okręgu administracyjnego Chemnitz.